# 冠岩
冠岩位于中国广西壮族自治区桂林市雁山区草坪回族乡，漓江东岸。是一个巨型地下河、溶洞，全长12公里。是国家AAAA级旅游景区。
冠岩因山形如帝王的紫金冠而得名。又称甘岩，因洞内泉水甘洌而名。
冠岩分地下旱河和旱洞两部分，冠岩地下河游览区是桂林有名的旅游溶洞之一。岩口是地下河的出口处，洞分四门，可以乘竹筏到洞中游洞内小火车观赏。 此外还有冠岩景区电动观光滑道全长3.2公里。

## 历史
- 1637年，徐霞客慕名前来，成为冠岩第一个探洞名人。在《徐霞客游记》中详细记载了冠岩，“冠岩”之名便因他而得。

- 唐代莫休符著的《桂林风土记》记载了冠岩。

- 1985年11月12日，中英联合组织的探险队共同进行潜水探洞，证实冠岩的水是从灵川县南圩河分江入口处流来的。

- 1995年，正式对外开放。